# Kressenborn (Lubach)
Der Kressenborn ist ein 2,7 km langer, rechtsseitiger bzw. östlicher Zufluss des Lubachs (Laubach) im nordhessischen Landkreis Kassel.

## Verlauf und Einzugsgebiet
Der Kressenborn entspringt im Hohen Habichtswald innerhalb des Naturparks Habichtswald. Seine Quelle liegt etwa 1,4 km südöstlich des Habichtswalder Ortsteils Dörnberg, rund 1,25 km nordnordwestlich vom Gipfel des Wuhlhagens (ca. 565 m ü. NHN) und zirka 350 m ostnordöstlich vom nahe dem Tagebaurestsee Höllchen stehenden Forsthauses Haide auf etwa 458 m Höhe.
Anfangs fließt der Kressenborn, den Waldrand des Hohen Habichtswaldes sofort verlassend, in landwirtschaftlichem Gebiet grabenartig angelegt nach Norden hinab in den Naturraum Dörnbergpass, der sich zwischen dem Hohen Habichtswald (max. 614,7 m) im Süden und dem Hohen Dörnberg (578,7 m) im Norden erstreckt. Dort unterquert er die Bundesstraße 251, die vom Dorf Dörnberg etwa in Richtung Osten in die Stadt Kassel führt.
Anschließend fließt der Kressenborn vorerst weiter grabenartig nach Westen nach und durch Dörnberg, um im Dorf nach Verlauf in teilweise natürlichem Bachbett knapp 270 m nach Unterqueren der Landesstraße 3211 (Zierenberger Straße) an der Untersten Mühle auf etwa 320 m Höhe in den dort von Südsüdosten kommenden Warme-Zufluss Lubach (Laubach) zu münden.
Das Einzugsgebiet des Kressenborns ist 3,74 km² groß.

## Wasserscheide
Das Quellgebiet des Kressenborns liegt an der Wasserscheide von Diemel und Fulda, die Teil der Diemel-Eder/Fulda/Weser-Wasserscheide ist. Während sich das Wasser des Kressenborns, der überwiegend nach Nordwesten fließt, durch Lubach, Warme und Diemel in die Weser entwässert, fließt jenes der Ahne, die am nahen Essigberg entspringt, den Wuhlhagen passiert und hauptsächlich ostwärts verläuft, durch die Fulda zur Weser.